# Sergej Kovaljov
Sergej Aleksandrovitsj Kovaljov (Russisch:Сергей Александрович Ковалёв)(Kopejsk, 2 februari 1983) is een Russische bokser. Hij vecht in de licht-zwaargewicht klasse en is voormalig houder van de WBO, WBA & IBF Wereldtitel in zijn klasse.

## Amateurcarrière
Kovaljov begon in 1994 op elfjarige leeftijd met boksen. In 1997 maakte hij zijn debuut op amateurniveau. Hij won meerdere medailles op de Russische kampioenschappen en op de wereldkampioenschappen voor militairen.
Omdat hij niet goed overweg kan met andere amateurboksers besluit hij in 2008 de overstap te maken naar de profs.

## Profcarrière
Op 25 juli 2009 maakte Kovaljov zijn profdebuut. Hij won van Daniel Chavez op knock-out in de eerste ronde. Hij won zijn eerste acht partijen voortijdig. 
Zijn zeventiende profpartij tegen Grover Young eindigde in een onbeslist, omdat zijn tegenstander moest opgeven vanwege een onopzettelijke stoot achter het oor.

### De dood vanRoman Simakov
Op 5 december 2011 vindt het gevecht tussen Sergej Kovaljov en Roman Simakov plaats, een andere talentvolle Russische bokser. Kovaljov domineert het gevecht en in de zevende ronde moet Simakov het gevecht staken.
Simakov raakte hierna buiten bewustzijn en wordt met spoed naar het ziekenhuis gebracht. Meerdere hersenoperaties mogen niet baten. Drie dagen na het gevecht op 8 december overlijdt Roman Simakov. Hij werd 28 jaar oud.

### De wereldtitel
Op 17 augustus 2013 wint Sergej Kovaljov de WBO licht-zwaargewichttitel. Hij verslaat de tot op dat moment ongeslagen Engelsman Nathan Cleverly op een dominerende wijze. Cleverly gaat tweemaal neer in de derde ronde en in de vierde ronde wordt het gevecht gestopt.

### Sergej Kovaljov vsBernard Hopkins
Op 8 november 2014 verdedigt Sergej Kovaljov zijn wereldtitels tegen levende legende Bernard Hopkins. De op dat moment 49-jarige Bernard Hopkins verweert zich kranig, maar incasseert in de eerste ronde een knockdown. Toch gaat het gevecht over de volle twaalf rondes. Uiteindelijk wint Kovaljov unaniem op punten.

### Jean Pascal
Op 14 maart 2015 verslaat Kovaljov de Canadees Jean Pascal in een boeiend gevecht. De strijd werd gestopt door de scheidsrechter in de achtste ronde. Jean Pascal wilde echter revanche. Deze revanche vond plaats op 30 januari 2016. Kovaljov is wederom de dominerende vechter en Pascal geeft op na de zevende ronde. 

### Sergej Kovaljov vsAndre Ward
Op 19 november 2016 zet Sergej Kovaljov zijn WBO, WBA & IBF lichtzwaargewichttitels op het spel tegen de ongeslagen Andre Ward. Ward moet een knockdown incasseren in de tweede ronde, maar wordt na twaalf rondes uiteindelijk unaniem uitgeroepen als winnaar op punten.